# Ветеран (Нью-Йорк)
Ветеран (англ. Veteran) — місто (англ. town) в США, в окрузі Чеманг штату Нью-Йорк. Населення — 3355 осіб (2020).

## Демографія
Згідно з переписом 2010 року, у місті мешкало 3313 осіб у 1315 домогосподарствах у складі 951 родини. Було 1409 помешкань
Расовий склад населення:
| - 97,0 % — білих - 0,6 % — чорних або афроамериканців - 0,4 % — азіатів - 0,2 % — корінних американців |

До двох чи більше рас належало 1,8 %. Частка іспаномовних становила 1,0 % від усіх жителів.
За віковим діапазоном населення розподілялося таким чином: 21,9 % — особи молодші 18 років, 61,7 % — особи у віці 18—64 років, 16,4 % — особи у віці 65 років та старші. Медіана віку мешканця становила 45,2 року. На 100 осіб жіночої статі у місті припадало 95,5 чоловіків;  на 100 жінок у віці від 18 років та старших — 94,4 чоловіків також старших 18 років.
Середній дохід на одне домашнє господарство  становив 72 082 долари США (медіана — 62 112), а середній дохід на одну сім'ю — 83 422 долари (медіана — 77 851). Медіана доходів становила 50 000 доларів для чоловіків та 44 483 долари для жінок. За межею бідності перебувало 9,2 % осіб, у тому числі 14,8 % дітей у віці до 18 років та 0,1 % осіб у віці 65 років та старших.
Цивільне працевлаштоване населення становило 1488 осіб. Основні галузі зайнятості: освіта, охорона здоров'я та соціальна допомога — 32,1 %, виробництво — 22,5 %, роздрібна торгівля — 15,7 %.